# On the Road Again Tour
L'On the Road Again Tour è stato il quarto tour di concerti della boy band anglo-irlandese One Direction, a supporto del suo quarto album in studio, Four.
Annunciato via Twitter il 19 maggio 2014 dai membri del gruppo, questo tour si è svolto in stadi e arene, a differenza del tour precedente.
Iniziato il 7 febbraio 2015 a Sydney, comprenderà anche altre date in Asia, in Africa, in Europa e in Nord America. Saranno i McBusted ad aprire i concerti in Australia, Asia e Europa, ad eccezione delle date di Tokyo, in cui sono sostituiti dai 5 Seconds of Summer.
Zayn Malik ha lasciato il tour il 18 marzo 2015 a causa dello stress. L'ultimo concerto di Malik è quello di Hong Kong. Pochi giorni dopo, il 25 marzo, la band comunica tramite un annuncio sulla pagina ufficiale di Facebook che Zayn avrebbe abbandonato definitivamente gli One Direction, che proseguiranno da qui in poi come un gruppo di quattro membri.
Il tour ha avuto un incasso complessivo di 208 milioni di dollari, diventando la seconda tournée di maggior incasso della band.

## Scaletta
La seguente è la scaletta della data del 7 febbraio 2015 di Sydney. Non rappresenta, perciò, la scaletta di tutto il tour.
1. Clouds
2. Steal My Girl
3. Where Do Broken Hearts Go
4. Midnight Memories
5. Kiss You
6. Ready to Run
7. Happily
8. Strong
9. Better Than Words
10. Don't Forget Where You Belong
11. Little Things
12. Night Changes
13. Alive
14. Diana
15. One Thing
16. What Makes You Beautiful
17. Through the Dark
18. Girl Almighty
19. Story of My Life
20. You & I
21. Little White Lies
22. Little Black Dress
23. Best Song Ever

## Artisti d'apertura
La seguente lista rappresenta il numero correlato agli artisti d'apertura nella tabella delle date del tour.
- Samantha Jade = 1
- McBusted = 2
- 5 Seconds of Summer = 3
- DJ Lincey = 4
- DJ Ono = 5
- DJ Yin = 6
- DJ Nivram = 7
- CDLC = 8
- Johnny Apple = 9
- Icona Pop = 10
- Jamie Lawson = 11
- Augustana = 12

## Date
| Data              | Città               | Stato               | Luogo                     | Artisti d'apertura | Biglietti (venduti / disponibili) | Incasso      |
| Oceania           | Oceania             | Oceania             | Oceania                   | Oceania            | Oceania                           | Oceania      |
| ----------------- | ------------------- | ------------------- | ------------------------- | ------------------ | --------------------------------- | ------------ |
| 7 febbraio 2015   | Sydney              | Australia           | Allianz Stadium           | 1 ; 2              | 62.649 / 62.649                   | $6.708.090   |
| 8 febbraio 2015   | Sydney              | Australia           | Allianz Stadium           | 1 ; 2              | 62.649 / 62.649                   | $6.708.090   |
| 11 febbraio 2015  | Brisbane            | Australia           | Suncorp Stadium           | 1 ; 2              | 34.184 / 34.184                   | $3.668.500   |
| 14 febbraio 2015  | Melbourne           | Australia           | Etihad Stadium            | 1 ; 2              | 59.253 / 59.253                   | $6.216.790   |
| 15 febbraio 2015  | Melbourne           | Australia           | Etihad Stadium            | 1 ; 2              | 59.253 / 59.253                   | $6.216.790   |
| 17 febbraio 2015  | Adelaide            | Australia           | AAMI Stadium              | 1 ; 2              | 27.401 / 27.401                   | $2.581.990   |
| 20 febbraio 2015  | Perth               | Australia           | Domain Stadium            | 1 ; 2              | 28.968 / 28.968                   | $3.245.290   |
| Asia              |                     |                     |                           |                    |                                   |              |
| 24 febbraio 2015  | Osaka               | Giappone            | Osaka Dome                | N.D.               | 79.674 / 79.674                   | $9.987.210   |
| 25 febbraio 2015  | Osaka               | Giappone            | Osaka Dome                | N.D.               | 79.674 / 79.674                   | $9.987.210   |
| 27 febbraio 2015  | Saitama             | Giappone            | Saitama Super Arena       | 3                  | 120.328 / 120.328                 | $17.834.500  |
| 28 febbraio 2015  | Saitama             | Giappone            | Saitama Super Arena       | 3                  | 120.328 / 120.328                 | $17.834.500  |
| 1º marzo 2015     | Saitama             | Giappone            | Saitama Super Arena       | 3                  | 120.328 / 120.328                 | $17.834.500  |
| 2 marzo 2015      | Saitama             | Giappone            | Saitama Super Arena       | 3                  | 120.328 / 120.328                 | $17.834.500  |
| 11 marzo 2015     | Singapore           | Singapore           | Stadio Nazionale          | 4                  | 29.419 / 29.419                   | $3.571.740   |
| 14 marzo 2015     | Bangkok             | Thailandia          | Stadio Rajamangala        | 5                  | 23.078 / 23.078                   | $2.401.630   |
| 18 marzo 2015     | Hong Kong           | Hong Kong           | AsiaWorld–Arena           | 6                  | 9.673 / 9.673                     | $2.268.780   |
| 21 marzo 2015     | Manila              | Filippine           | MOA Concert Grounds       | 7                  | 48.194 / 48.194                   | $6.365.750   |
| 22 marzo 2015     | Manila              | Filippine           | MOA Concert Grounds       | 7                  | 48.194 / 48.194                   | $6.365.750   |
| 25 marzo 2015     | Giacarta            | Indonesia           | Gelora Bung Karno Stadium | 8                  | 43.032 / 43.032                   | $3.409.370   |
| Africa            |                     |                     |                           |                    |                                   |              |
| 28 marzo 2015     | Johannesburg        | Sudafrica           | FNB Stadium               | 9                  | 131.615 / 131.615                 | $6.232.220   |
| 29 marzo 2015     | Johannesburg        | Sudafrica           | FNB Stadium               | 9                  | 131.615 / 131.615                 | $6.232.220   |
| 1º aprile 2015    | Città del Capo      | Sudafrica           | Cape Town Stadium         | 9                  | 51.060 / 51.060                   | $2.467.080   |
| Asia              |                     |                     |                           |                    |                                   |              |
| 4 aprile 2015     | Dubai               | Emirati Arabi Uniti | The Sevens Stadium        | N.D.               | 29.300 / 29.300                   | $4.263.190   |
| Europa            |                     |                     |                           |                    |                                   |              |
| 5 giugno 2015     | Cardiff             | Regno Unito         | Millennium Stadium        | 2                  | 112.028 / 112.028                 | $8.873.170   |
| 6 giugno 2015     | Cardiff             | Regno Unito         | Millennium Stadium        | 2                  | 112.028 / 112.028                 | $8.873.170   |
| 10 giugno 2015    | Vienna              | Austria             | Stadio Ernst Happel       | 2                  | 43.788 / 43.788                   | $3.018.700   |
| 13 giugno 2015    | Bruxelles           | Belgio              | Stadio Re Baldovino       | 2                  | 56.110 / 56.110                   | $3.845.810   |
| 16 giugno 2015    | Horsens             | Danimarca           | CASA Arena Horsens        | 2                  | 24.623 / 24.623                   | $1.876.990   |
| 19 giugno 2015    | Oslo                | Norvegia            | Ullevaal Stadion          | 2                  | 29.512 / 29.512                   | $2.561.220   |
| 23 giugno 2015    | Göteborg            | Svezia              | Ullevi                    | 2                  | 42.716 / 42.716                   | $3.091.300   |
| 27 giugno 2015    | Helsinki            | Finlandia           | Stadio Olimpico           | 2                  | 33.325 / 33.325                   | $2.612.850   |
| Nord America      |                     |                     |                           |                    |                                   |              |
| 9 luglio 2015     | San Diego           | Stati Uniti         | Qualcomm Stadium          | 10                 | 52.510 / 52.510                   | $4.353.534   |
| 11 luglio 2015    | Santa Clara         | Stati Uniti         | Levi's Stadium            | 10                 | 47.617 / 47.617                   | $4.531.686   |
| 15 luglio 2015    | Seattle             | Stati Uniti         | CenturyLink Field         | 10                 | 35.513 / 35.513                   | $3.026.394   |
| 17 luglio 2015    | Vancouver           | Canada              | BC Place                  | 10                 | 28.199 / 28.199                   | $1.898.542   |
| 21 luglio 2015    | Edmonton            | Canada              | Stadio del Commonwealth   | 10                 | 40.989 / 40.989                   | $3.188.215   |
| 24 luglio 2015    | Winnipeg            | Canada              | Investors Group Field     | 10                 | 24.991 / 24.991                   | $1.872.587   |
| 26 luglio 2015    | Minneapolis         | Stati Uniti         | TCF Bank Stadium          | 10                 | 38.323 / 38.323                   | $3.064.677   |
| 28 luglio 2015    | Kansas City         | Stati Uniti         | Arrowhead Stadium         | 10                 | 44.801 / 44.801                   | $3.463.324   |
| 31 luglio 2015    | Indianapolis        | Stati Uniti         | Lucas Oil Stadium         | 10                 | 42.196 / 42.196                   | $3.426.589   |
| 2 agosto 2015     | Pittsburgh          | Stati Uniti         | Heinz Field               | 10                 | 29.323 / 29.323                   | $2.527.609   |
| 5 agosto 2015     | East Rutherford     | Stati Uniti         | MetLife Stadium           | 10                 | 56.159 / 56.159                   | $5.156.858   |
| 8 agosto 2015     | Baltimora           | Stati Uniti         | M&T Bank Stadium          | 10                 | 41.467 / 41.467                   | $3.690.753   |
| 18 agosto 2015    | Columbus            | Stati Uniti         | Ohio Stadium              | 10                 | 31.626 / 31.626                   | $2.492.794   |
| 20 agosto 2015    | Toronto             | Canada              | Rogers Centre             | 10                 | 47.751 / 47.751                   | $3.971.540   |
| 23 agosto 2015    | Chicago             | Stati Uniti         | Soldier Field             | 10                 | 41.527 / 41.527                   | $3.382.655   |
| 25 agosto 2015    | Milwaukee           | Stati Uniti         | Miller Park               | 10                 | 37.887 / 37.887                   | $3.256.963   |
| 27 agosto 2015    | Cleveland           | Stati Uniti         | FirstEnergy Stadium       | 10                 | 30.282 / 30.282                   | $2.189.216   |
| 29 agosto 2015    | Detroit             | Stati Uniti         | Ford Field                | 10                 | 42.767 / 42.767                   | $2.700.684   |
| 1º settembre 2015 | Filadelfia          | Stati Uniti         | Lincoln Financial Field   | 10                 | 47.761 / 47.761                   | $3.079.651   |
| 3 settembre 2015  | Orchard Park        | Stati Uniti         | New Era Field             | 10                 | 38.137 / 38.137                   | $2.700.736   |
| 5 settembre 2015  | Montréal            | Canada              | Stadio Olimpico           | 10                 | 34.151 / 39.250                   | $2.133.170   |
| 8 settembre 2015  | Ottawa              | Canada              | Canadian Tire Centre      | 10                 | 23.422 / 23.422                   | $1.683.210   |
| 9 settembre 2015  | Ottawa              | Canada              | Canadian Tire Centre      | 10                 | 23.422 / 23.422                   | $1.683.210   |
| 12 settembre 2015 | Foxborough          | Stati Uniti         | Gillette Stadium          | 10                 | 48.167 / 48.167                   | $4.493.993   |
| Europa            |                     |                     |                           |                    |                                   |              |
| 24 settembre 2015 | Londra              | Regno Unito         | The O2 Arena              | 11 ; 12            | 90.696 / 90.696                   | $8.328.894   |
| 25 settembre 2015 | Londra              | Regno Unito         | The O2 Arena              | 11 ; 12            | 90.696 / 90.696                   | $8.328.894   |
| 26 settembre 2015 | Londra              | Regno Unito         | The O2 Arena              | 11 ; 12            | 90.696 / 90.696                   | $8.328.894   |
| 28 settembre 2015 | Londra              | Regno Unito         | The O2 Arena              | 11 ; 12            | 90.696 / 90.696                   | $8.328.894   |
| 29 settembre 2015 | Londra              | Regno Unito         | The O2 Arena              | 11 ; 12            | 90.696 / 90.696                   | $8.328.894   |
| 30 settembre 2015 | Londra              | Regno Unito         | The O2 Arena              | 11 ; 12            | 90.696 / 90.696                   | $8.328.894   |
| 3 ottobre 2015    | Manchester          | Regno Unito         | Manchester Arena          | 11 ; 12            | 21.788 / 21.788                   | $2.603.660   |
| 4 ottobre 2015    | Manchester          | Regno Unito         | Manchester Arena          | 11 ; 12            | 21.788 / 21.788                   | $2.603.660   |
| 7 ottobre 2015    | Glasgow             | Regno Unito         | The SSE Hydro             | 11 ; 12            | 22.696 / 22.696                   | $2.235.620   |
| 8 ottobre 2015    | Glasgow             | Regno Unito         | The SSE Hydro             | 11 ; 12            | 22.696 / 22.696                   | $2.235.620   |
| 10 ottobre 2015   | Birmingham          | Regno Unito         | Barclaycard Arena         | 11 ; 12            | 38.366 / 38.366                   | $3.542.340   |
| 11 ottobre 2015   | Birmingham          | Regno Unito         | Barclaycard Arena         | 11 ; 12            | 38.366 / 38.366                   | $3.542.340   |
| 12 ottobre 2015   | Birmingham          | Regno Unito         | Barclaycard Arena         | 11 ; 12            | 38.366 / 38.366                   | $3.542.340   |
| 16 ottobre 2015   | Dublino             | Irlanda             | 3Arena                    | 11 ; 12            | 37.193 / 37.193                   | $3.188.800   |
| 17 ottobre 2015   | Dublino             | Irlanda             | 3Arena                    | 11 ; 12            | 37.193 / 37.193                   | $3.188.800   |
| 18 ottobre 2015   | Dublino             | Irlanda             | 3Arena                    | 11 ; 12            | 37.193 / 37.193                   | $3.188.800   |
| 21 ottobre 2015   | Belfast             | Regno Unito         | SSE Arena                 | 11 ; 12            | 29.976 / 29.976                   | $2.878.210   |
| 22 ottobre 2015   | Belfast             | Regno Unito         | SSE Arena                 | 11 ; 12            | 29.976 / 29.976                   | $2.878.210   |
| 23 ottobre 2015   | Belfast             | Regno Unito         | SSE Arena                 | 11 ; 12            | 29.976 / 29.976                   | $2.878.210   |
| 25 ottobre 2015   | Newcastle upon Tyne | Regno Unito         | Metro Radio Arena         | 11 ; 12            | 28.746 / 28.746                   | $2.586.400   |
| 26 ottobre 2015   | Newcastle upon Tyne | Regno Unito         | Metro Radio Arena         | 11 ; 12            | 28.746 / 28.746                   | $2.586.400   |
| 27 ottobre 2015   | Newcastle upon Tyne | Regno Unito         | Metro Radio Arena         | 11 ; 12            | 28.746 / 28.746                   | $2.586.400   |
| 29 ottobre 2015   | Sheffield           | Regno Unito         | Motorpoint Arena          | 11 ; 12            | 36.323 / 36.323                   | $3.257.230   |
| 30 ottobre 2015   | Sheffield           | Regno Unito         | Motorpoint Arena          | 11 ; 12            | 36.323 / 36.323                   | $3.257.230   |
| 31 ottobre 2015   | Sheffield           | Regno Unito         | Motorpoint Arena          | 11 ; 12            | 36.323 / 36.323                   | $3.257.230   |
| Totale            | Totale              | Totale              | Totale                    | Totale             | 2.337.938 / 2.343.037 (99.9%)     | $208.008.704 |

### Cancellazioni
| Data           | Città    | Stato     | Luogo           | Causa              |
| Europa         | Europa   | Europa    | Europa          | Europa             |
| -------------- | -------- | --------- | --------------- | ------------------ |
| 28 giugno 2015 | Helsinki | Finlandia | Stadio Olimpico | Problemi logistici |